# Уэлч, Элизабет
Элизабет Уэлч (англ. Elisabeth Welch, 27 февраля 1904, Энглвуд, Нью-Джерси — 15 июля 2003, Лондон) — американская актриса и певица.

## Биография
Родилась в семье садовника одного из поместий в Энглвуде, штат Нью-Джерси. Её отец был афроамериканцем, а мать имела шотландские и ирландские корни. Уэлч увлеклась музыкой ещё в детстве, когда стала выступать в местном церковном баптистском хоре. В 1922 году она переехала в Нью-Йорк, где стала появляться в бродвейских постановках, а также записала свою первую пластинку. В 1928 году Уэлч уехала в Париж, выступая в качестве певицы в популярных ночных клубах и кабаре. В 1928 году она вышла замуж за музыканта Люка Смита, но через несколько месяцев они расстались.
В дальнейшем Уэлч продолжила свою музыкальную карьеру и в Лондоне, где во время войны также выступала с номерами перед войсками союзников. После войны она принимала участие во многих театральных постановках Вест-Энда, появлялась на телевидении, радио и в кино. Среди фильмов с её участием такие картины как «Месть Розовой пантеры» (1978) и «Арабские приключения» (1979).
Её последнее выступление состоялось в 1996 году в возрасте 92 лет в телевизионном документальном фильме «Чёрные дивы», в котором она исполнила песню «Stormy Weather». Уэлч умерла 15 июля 2003 года в возрасте 99 лет в доме престарелых на северо-западе Лондона.